# ラマダーン

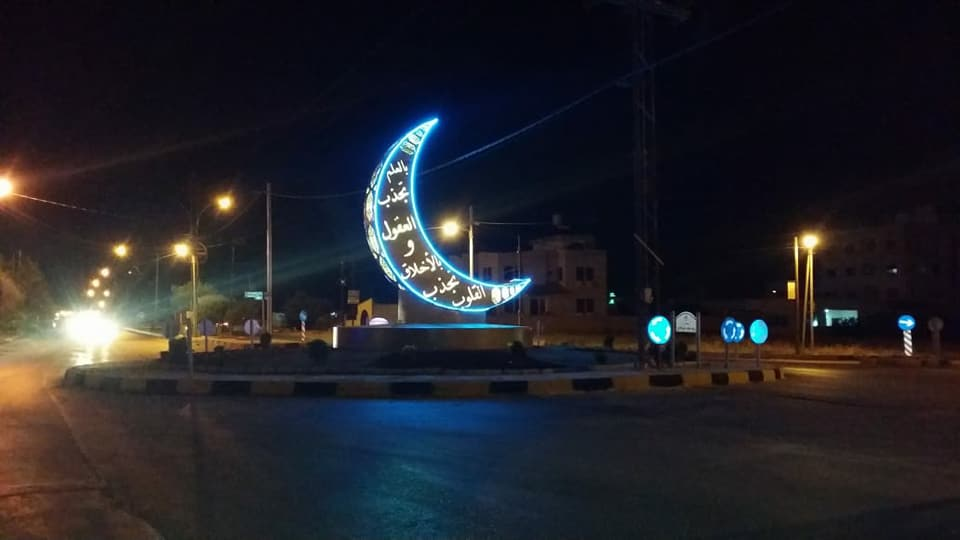

ラマダーン（アラビア語: رمضان, 文語アラビア語発音：[ra.ma.dˤaːn]、ペルシア語: رمضان、ウルドゥー語: رمضان、発音：[ra.ma.zaːn]、トルコ語: Ramazan、インドネシア語: Ramadan）はアラビア語で「酷暑、猛暑の盛り、強い日差しと熱で砂や石が焼けつく灼熱」に関連する由来を持つ月名で、ヒジュラ暦（イスラム暦）での第9月を指す。この月の日の出から日没までの間、ムスリムの義務の一つ「断食（サウム）」として、飲食を絶つことが行われる。
カタカナ表記でしばしばラマダンとも書かれる。

## 概要
「ラマダーン」は断食（アラビア語：صوم, ṣawm ないしは ṣaum, サウム）行為そのものを指す言葉ではなくイスラム教の太陰暦であるヒジュラ暦における月の名である。イスラム教ではラマダーン月以外にも断食は行われるが、1ヶ月を通して続けられるのはこの月のみであり、「断食月」（アラビア語：شهر الصوم, shahr al-ṣawm(ないしはal-ṣaum), シャフル・アッ＝サウム）という別名で呼ばれる理由ともなっている。
ヒジュラ暦で9月を意味するラマダーンにコーランが預言者ムハンマドに啓示されたことから、イスラム教徒にとってラマダーンは「聖なる月」ともされている。
この月において、ムスリムは日の出から日没にかけて、一切の飲食を断つことにより、空腹や自己犠牲を経験し、飢えた人や平等への共感を育むことを重視する。また親族や友人らと共に苦しい体験を分かち合うことで、ムスリム同士の連帯感は強まり、多くの寄付（ザカート）や施し（イフタール）が行われる。
断食中は、飲食を断つだけではなく、喧嘩や悪口や闘争などの忌避されるべきことや、喫煙や性交渉などの欲も断つことにより、自身を清めてイスラム教の信仰心を強める。
ラマダーン明けの祭りは「イード・アル＝フィトル」と呼ばれ、盛大なものである。

## 名称
アラビア語における3文字の語根は「ر - م - ض」（r - m - ḍ）で、「（熱さ、夏などの）盛り」を意味。具体的には「猛暑、酷暑、暑さや日差しの強さの盛り」「強い日差しと熱で苦しめられ足元の熱さや喉の乾きなどに苦しむこと」に関連した語を形成する。
- رَمِضَ（ramiḍa, ラミダ）：【動詞】（その日が）猛暑になる、熱々の地面で足が焼けつく、酷暑で家畜が疲弊する
- رَمَضٌ（ramaḍ, ラマド）：【動名詞】酷暑、熱さの盛り、灼熱と強い日差しで砂や石が熱々になること

月名のラマダーン（رمضان, ramaḍān）は上記の動詞 رَمِضَ（ramiḍa, ラミダ）の動名詞が月の名前として固有名詞化したものだとされており、具体的には「酷暑、猛暑の盛り、強い日差しと熱で砂や石が焼けつく灼熱」を意味するという。
ヒジュラ暦は閏月といった暦調整が無いことから同じラマダーン月であっても毎年太陰暦での年が変わるごとに時期がずれていくが、暦が改定された時点では夏の暑さの盛りだったことから酷暑の中断食をし喉の渇きにさいなまれている様子を意味する رَمَضَانُ（ramaḍān, ラマダーン）と命名されたと言われている。
ペルシア語など非アラビア語圏では発音が置き換わることからラマザーンと読まれることが多い。これからさらに長母音を省いたものがラマザンである。
ラマダーンのダの音ضはダードと呼ばれる。現代標準アラビア語での音は /dˤ/ だがイスラーム初期には異なる発音だったとされ、現代でもクルアーン朗誦では /dˤ/ ではない調音が行われている。古典アラビア語の段階（少なくともシーバワイヒが記述・規範両面にまたがる文法を書いたころは）には、ザとダとラの混じったような咽頭化音であった（有声咽頭化側面破裂～破擦～摩擦音）とされる。
これは他の言語において近似の難しい音韻であるが、口語アラビア語でも ظ（方言により /zˁ/ と /ðˁ/ とに分かれる）との混同が著しい子音字でもある。
そのため、ペルシア語、トルコ語、ウルドゥー語など西アジア、南アジア、中央アジアの諸言語のように、比較的古い時代にアラビア語から借用した言語では、ダードをzの音で取り入れる例が多いため、「ラマザン」「ラマザーン」となる言語が多い。
インドネシア語など東南アジアの諸言語のように比較的新しい時代にアラビア語から借用した言語では、ダードをdの音で取り入れて「ラマダン」となる例が多い。スワヒリ語ではダードを摩擦子音dh（ð）で取り入れている語が多く、ラマダーンはramadhani（ラマザニ）と呼ばれている。ハウサ語では、dとlのそれぞれで取り入れた語形が共存する。
結果として同じ月名ながら、Ramadan、Ramadhan、Ramazanといった英字表記が混在する状況となっている。

## 期間
ヒジュラ暦は、純粋な太陰暦で閏月による補正を行わないため、太陽暦のグレゴリオ暦では毎年11日ほど早まり、毎年開始日が変動する。また、およそ33年で季節が一巡する。(そのため「ムスリムは、同じ季節のラマダーンを人生で2度経験する」と言われる。)
ラマダーン月の開始日は、月の満ち欠けにより初めて新月もしくは三日月が見えた日を起点とする。古来より長らく肉眼で行われてきたが、近代に入り天体望遠鏡など計測機器が発展し、また、天文学による科学計算により三日月になる日時が計算できるようになると、「肉眼で目視できる日」と「観測装置で判定できる日」と「科学的に計算できる日」に微妙な差異が出てきた。例えば、「科学計算で三日月になっているのは把握できるが曇で視認できない場合」や「太陽と一緒に出ていて肉眼では三日月視認できないが、観測装置では視認できる場合」や、あるいは「視力が良い者には三日月視認できるが、視力が悪い者には視認できない場合」、あるいは「地平線ギリギリで三日月が出ている為に、山などで隠れて視認できない集落はどうするか、その集落だけ１日ずらすべきか」などである。これらのケース毎への対応は、地域や宗派によってまちまちだが「肉眼でその地の宗教的指導者が三日月を確認できた時」にする場合が多く、雲等で視認できない場合は１日だけずらして翌日とし「連日雲で見えない場合」でも数日繰り延べはせず、翌日スタートとするケースが多い。ただし、トルコなどでは計算に基づいた暦通りに決定される。夏に白夜になる北極圏や南極圏の極地地方にあっては、近隣国の日の出・日没時間に合わせるなどの調整も図られる。なお、ほとんどが「自分たちが住む地においての三日月基準」とするが一部宗派は聖地メッカで三日月を視認できるかとする場合もある。
ラマダーン中には、世界中のイスラム教徒が、同じ試練を共有することから、ラマダーンは、ある種の神聖さを持つ時期であるとみなされている。
ラマダーンの期間中は、رمضان كريم（Ramadan Kareem、ラマダーン・カリーム。「恵み多い月ラマダーンおめでとう」）という挨拶が使われる。

### 西暦対照表
以下は、2005年からのラマダーン期間を天文学的に割り出した予定日である。グレゴリオ暦年、ヒジュラ暦年、グレゴリオ暦開始日、グレゴリオ暦最終日の順で示す。なお、肉眼での月観測にて開始としている場合で、地域により「月を視認可能な時間帯」に「月が地平線下に隠れてその夜に観測できない地域」は+1日下表からずれる。
| グレゴリオ暦 | ヒジュラ暦 | 最初の日 | 最後の日 |
| 2005年       | 1426年     | 10月4日  | 11月2日  |
| 2006年       | 1427年     | 9月23日  | 10月22日 |
| 2007年       | 1428年     | 9月13日  | 10月11日 |
| 2008年       | 1429年     | 9月1日   | 9月29日  |
| 2009年       | 1430年     | 8月22日  | 9月19日  |
| 2010年       | 1431年     | 8月11日  | 9月9日   |
| 2011年       | 1432年     | 8月1日   | 8月29日  |
| 2012年       | 1433年     | 7月20日  | 8月18日  |
| 2013年       | 1434年     | 7月9日   | 8月7日   |
| 2014年       | 1435年     | 6月29日  | 7月27日  |
| 2015年       | 1436年     | 6月18日  | 7月16日  |
| 2016年       | 1437年     | 6月6日   | 7月5日   |
| 2017年       | 1438年     | 5月27日  | 6月25日  |
| 2018年       | 1439年     | 5月16日  | 6月14日  |
| 2019年       | 1440年     | 5月5日   | 6月3日   |
| 2020年       | 1441年     | 4月24日  | 5月23日  |
| 2021年       | 1442年     | 4月13日  | 5月12日  |
| 2022年       | 1443年     | 4月2日   | 5月1日   |
| 2023年       | 1444年     | 3月22日  | 4月20日  |
| 2024年       | 1445年     | 3月10日  | 4月8日   |
| 2025年       | 1446年     | 3月1日   | 3月29日  |

## 断食
断食といっても期間中完全に絶食するわけではなく、日没から日の出までの間（＝夕方以降から翌未明まで）に、一日分の食事を摂る。この食事は普段よりも水分を多くした大麦粥であったり、ヤギのミルクを飲んだりする。
旅行者や重労働者、妊婦、産婦、病人、乳幼児、高齢者、精神的な問題を抱える人など、断食できない事情のある場合は免除され、その適用範囲にはある程度の柔軟性と幅を持つ。また、免除される者にも、後で断食をやり直す必要のある者（旅行者や妊婦、月経中の者など）と、必要の無い者（高齢者や乳幼児、回復する見込みの無い重病人など）の2つに分けられる。
すなわち、断食をするかどうかは、原則として宗教的モラルの問題である。旅行者は断食を免除されるというのを拡大解釈して、富豪の一部には、ラマダーンに旅行に出かけ、断食逃れと呼ばれるようなことをする者もいる（ただし、その場合別の日に断食をやり直さなければならない）。また、基本的に異教徒には適用されない。
断食は、ヒジュラの道中の苦難を追体験するために行われるものである。したがって、飲食物の摂取量を減らすことや、苦痛を得ること自体が目的ではない。あくまで宗教的な試練として課される。また、食べ物に対する有難みを感じさせるためとも言われている。
日没になれば、すぐに食事を摂り、日が昇るぎりぎりまで食事を摂っている事が良いとされ、日没後も念のために、しばらく飲食を控えたり、日が昇る遥か前から飲食を止めたりする事はふさわしくないと看做される。
苦しみを和らげるために、あらゆる方法を取ることは全く問題がない。例えば、仕事の無い日は、日中は礼拝をする時などを除いて、寝ていてもかまわない。日中の空腹を和らげるために、日の出前に多めに食事を取っても全く問題はなく、脱水症状にならないように日中に水を飲むなどの対策を採ることも全く禁じられていない。
また、一年を通して断食をすることは完全に禁止され、昼夜を通して断食することも禁じられている（ただし、預言者ムーサー（モーセ）やイーサー（イエス）は、例外的に昼夜を通して断食を行ったことがあるとされている）。慣例的に、ラマダーンの前日は、断食を行わないこととなっている。
断食の成立には、当人の意思が大きくかかわっている。例えば、断食をしているのを忘れうっかり飲食してしまっても、無効にはならない。一方、たとえ飲食を行っていなくても、断食をしているという意思が本人になければ、それは無効になるとされている。例えば、あまりの苦しさに断食をやめ、飲食物を探したが、日没まで見つからなかったとしても、それは断食を行ったことにはならない。
むしろラマダーン中は、日が落ちている間に食い溜めをするため（そのために日が出ていない時刻に人を起こす者が巡回していることさえある）、夜食が盛大になり、通常より食糧品の売れ行きが良くなったり、肥満になる人が多くなるといわれる。
断食期間中に禁止されている行為は、飲食・喫煙・性行為・投薬（ただし健康上支障をきたす者は、断食が免除されるので、認められる）、故意に物を吐く事などである。唾を飲み込む事や、うがい、歯磨き、入浴、昼寝などは許されている（イスラーム文化センター　断食ガイド他、参照）。
日没後も、イスラームで禁止されている物は言うに及ばないが、禁止か否か明確でないような物を食べることも避けるべきだとされている。なお、イスラーム過激派の中には、ラマダーン中、支配地域の電気を止めるなど、市民生活に重大な影響を与える措置を取る場合もある。

## 非イスラム教徒にとってのラマダーン
イスラム教徒が多数派となっている国家や地域において、非ムスリムには強要されないものの、外での飲食など自粛が求められる場合もある（ただし、ムスリムが断食によって得られる利益は、非ムスリムが断食を行っても一切無いとされている）。飲食店が営業を控えるなどの影響が出てくる。酒が入手できた地域でも、ラマダーン期間は入手が困難になることがよくある。
また、イスラム教を侮辱したととられかねない言動は、なおさら慎むことを要求される。ラマダーンでの断食を実行しないムスリムも最近は増えているものの、ムスリムと思われる人たちとの共同作業において、ラマダーンについての配慮が求められてくる。ラマダーン中に、ムスリムが多く居るイスラム国家に滞在するときは、注意が必要との指摘がある。
株式相場などでオイルマネーの影響を考えると、ラマダーン期間は、少し低調の方に動くとされている。また、イスラム勢力が関与する地域紛争においては、ラマダーン期間の戦闘行為が自粛される傾向にあったが、最近のアフガニスタンのタリバーン、シリアのISILなどは、ラマダーン期間にもかかわらず、積極的に攻勢に出ることもある。
断食が行えない高齢の者は、断食が免除されるため、イスラム教徒が多数派の国においては、当然高齢者よりも若年者のほうが積極的に断食を行うのが普通である。ところが、ムスリムが少数派の国家では、社会的制約の多い若年者よりも、退職して社会的制約が少ない高齢者のほうが、むしろ積極的に断食を行っている場合がある。つまり高齢者と若年者の立場が逆になっている。イスラム国家なら、もう断食が免除されるような超高齢者が、非イスラム国家では普通に断食を行っていることも珍しい事ではない。
厳格なイスラム法を採用しているサウジアラビアでは、ラマダーンの期間中、非ムスリムの外国人が公共の場で飲食や喫煙をした場合、国外追放すると発表している。
一方、無宗教の立場を取る中華人民共和国においては、ラマダーンの断食が当局による規制の対象となった例がある。

## ラマダーンとスポーツ
2012年のロンドンオリンピックと2014 FIFAワールドカップがそれぞれ開催期間とラマダーンが、たまたま同じ期間に重なった(建前上、ラマダーンは長老の確認をもって始まるため事前に確定できないが、月の運行によって決まることから、ラマダーンがいつ頃になるかは事前に把握できる）。この二つの大会がラマダーンと重なることは当初からわかっており、イスラム圏の国は日程のスライドを要望したが、その要望は聞き入れられなかった。
また、2014 FIFAワールドカップでは、イスラム圏の国の選手が、ボトル状の容器に口をつけていた。
日本の大相撲では、エジプト生まれでイスラム世界の出身者では初の関取である大砂嵐が注目を浴びた。ムスリムである大砂嵐は、本場所の開催期間とラマダーンの期間が重なった場合、日中の断食を励行していた。

## 感染症とラマダーン
2020年2月27日-3月1日にかけてマレーシアで行われたイスラム教の大規模集会で、2019新型コロナウイルスの感染が拡大。結果的に東南アジア各地にウイルスを拡散させる契機の一つとなった。ムヒディン・ヤシン首相は、ラマダーンを前にして「モスクに行くことなく、家族と一緒に家で礼拝を行ってほしい」と国民に呼びかけた。
アラブ首長国連邦では、「医療従事者や症状悪化の危険性がある感染者は断食しなくてもよい」との見解が示された。サウジアラビアでは、3月4日の時点で聖地巡礼を停止しており、ラマダーンの礼拝についてもモスクでなく自宅で行うよう求めた。